# Piute County

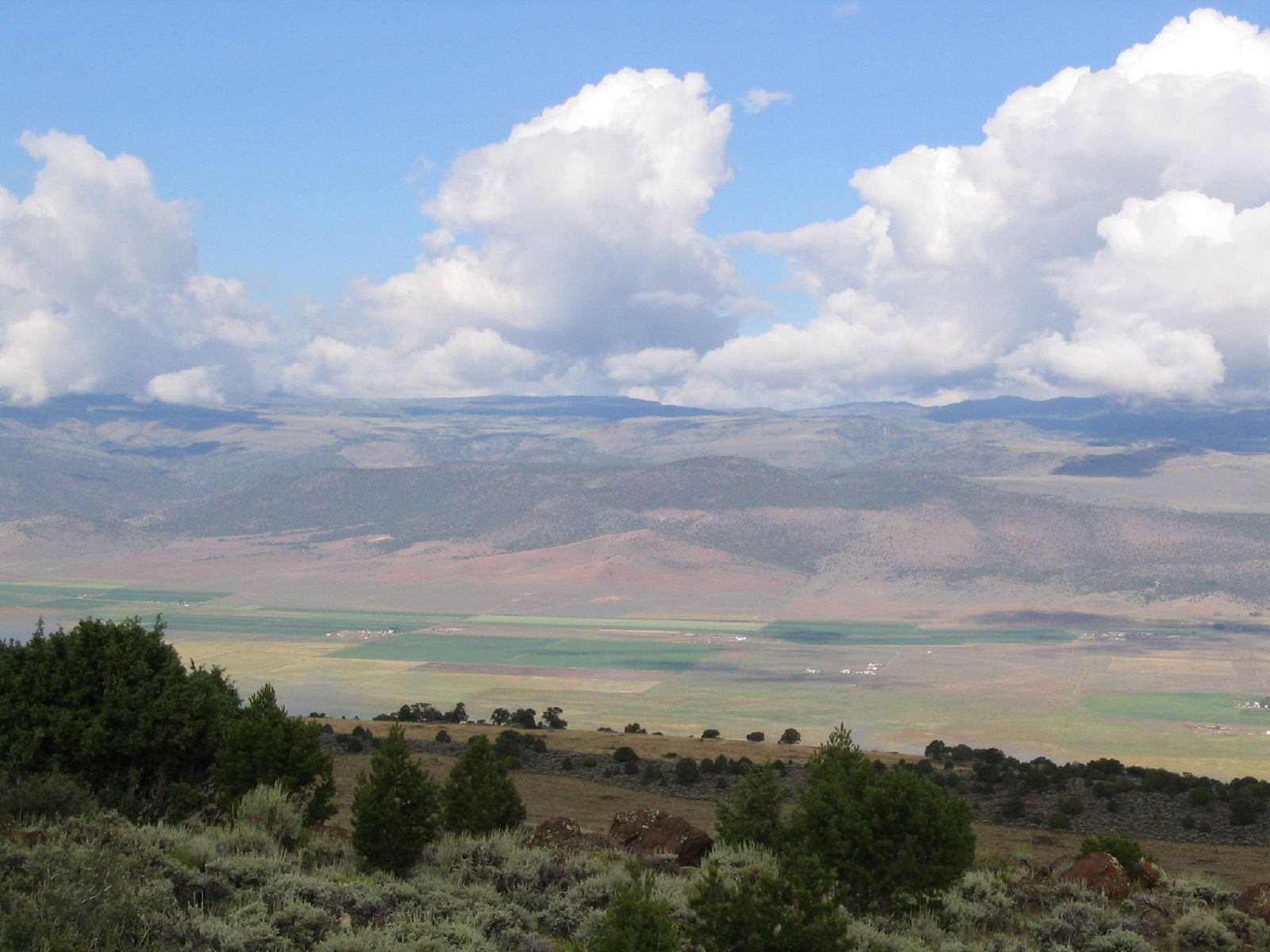
Uitzicht over de vallei van de Sevier.

Piute County is een van de 29 county's in de Amerikaanse staat Utah.
De county heeft een landoppervlakte van 1.963 km² en telt 1.435 inwoners (volkstelling 2000). De hoofdplaats is Junction.

## Aangrenzende counties
| Aangrenzende counties | Aangrenzende counties | Aangrenzende counties | Aangrenzende counties | Aangrenzende counties |
| --------------------- | --------------------- | --------------------- | --------------------- | --------------------- |
|                       |                       | Servier               |                       |                       |
|                       |                       |                       |                       |                       |
| Beaver                | Wayne                 |                       |                       |                       |
|                       |                       |                       |                       |                       |
|                       |                       | Garfield              |                       |                       |

## Bevolkingsontwikkeling
Beaver · Box Elder · Cache · Carbon · Daggett · Davis · Duchesne · Emery · Garfield · Grand · Iron · Juab · Kane · Millard · Morgan · Piute · Rich · Salt Lake · San Juan · Sanpete · Sevier · Summit · Tooele · Uintah · Utah · Wasatch · Washington · Wayne · Weber